# Gelis exareolatus
Gelis exareolatus är en stekelart som först beskrevs av Forster 1850.  Gelis exareolatus ingår i släktet Gelis och familjen brokparasitsteklar. Arten är reproducerande i Sverige. Utöver nominatformen finns också underarten G. e. meridionalis.